# Rüfenach
Rüfenach est une commune suisse du canton d'Argovie, située dans le district de Brugg.